# Ле-Нёбур
Ле-Нёбур (фр. Le Neubourg) — город на севере Франции, регион Нормандия, департамент Эр, округ Берне, центр одноименного кантона. Расположен в 26 км к северо-западу от Эврё и в 42 км к юго-западу от Руана, в 13 км от автомагистрали А28.
Население (2018) — 4 204 человека.

## История
В 1135 году, после смерти короля Генриха I, в Ле-Нёбуре собрались англо-нормандские бароны с целью выбора его преемника, а в это время Стефан Блуасский захватил в Лондоне королевскую казну, что положило начало 19-летней гражданской войне.

## Достопримечательности
- Готическая церковь Святых Петра и Павла XV-XVI веков
- Шато Шам-де-Батай XVII-XVIII веков с парком
- Шато Нёбур XI-XVI веков

## Экономика
Структура занятости населения:
- сельское хозяйство — 1,8 %
- промышленность — 36,1 %
- строительство — 2,6 %
- торговля, транспорт и сфера услуг — 38,0 %
- государственные и муниципальные службы — 21,6 %

Уровень безработицы (2017) — 14,7 % (Франция в целом — 13,4 %, департамент Эр — 13,4 %). 

Среднегодовой доход на 1 человека, евро (2018) — 20 550 (Франция в целом — 21 730, департамент Эр — 21 700).

## Демография
Динамика численности населения, чел.

## Администрация
Пост мэра Ле-Нёбура с 2020 года занимает Изабель Воклен (Isabelle Vauquelin). На муниципальных выборах 2020 года возглавляемый ею независимый список победил в 1-м туре, получив 81,04 % голосов.
| Период | Период | Фамилия            | Партия                                  | Примечания               |
| ------ | ------ | ------------------ | --------------------------------------- | ------------------------ |
| 1967   | 1983   | Анри Боннель       | Разные левые                            | руководитель предприятия |
| 1983   | 2005   | Роже Барбат        | Объединение в поддержку Республики      | врач                     |
| 2006   | 2012   | Поль Делашоссе     | Союз за народное движение               | государственный служащий |
| 2013   | 2020   | Мари-Ноэль Шевалье | Союз за народное движение Республиканцы | фермер                   |
| 2020   |        | Изабель Воклен     |                                         |                          |

## Галерея

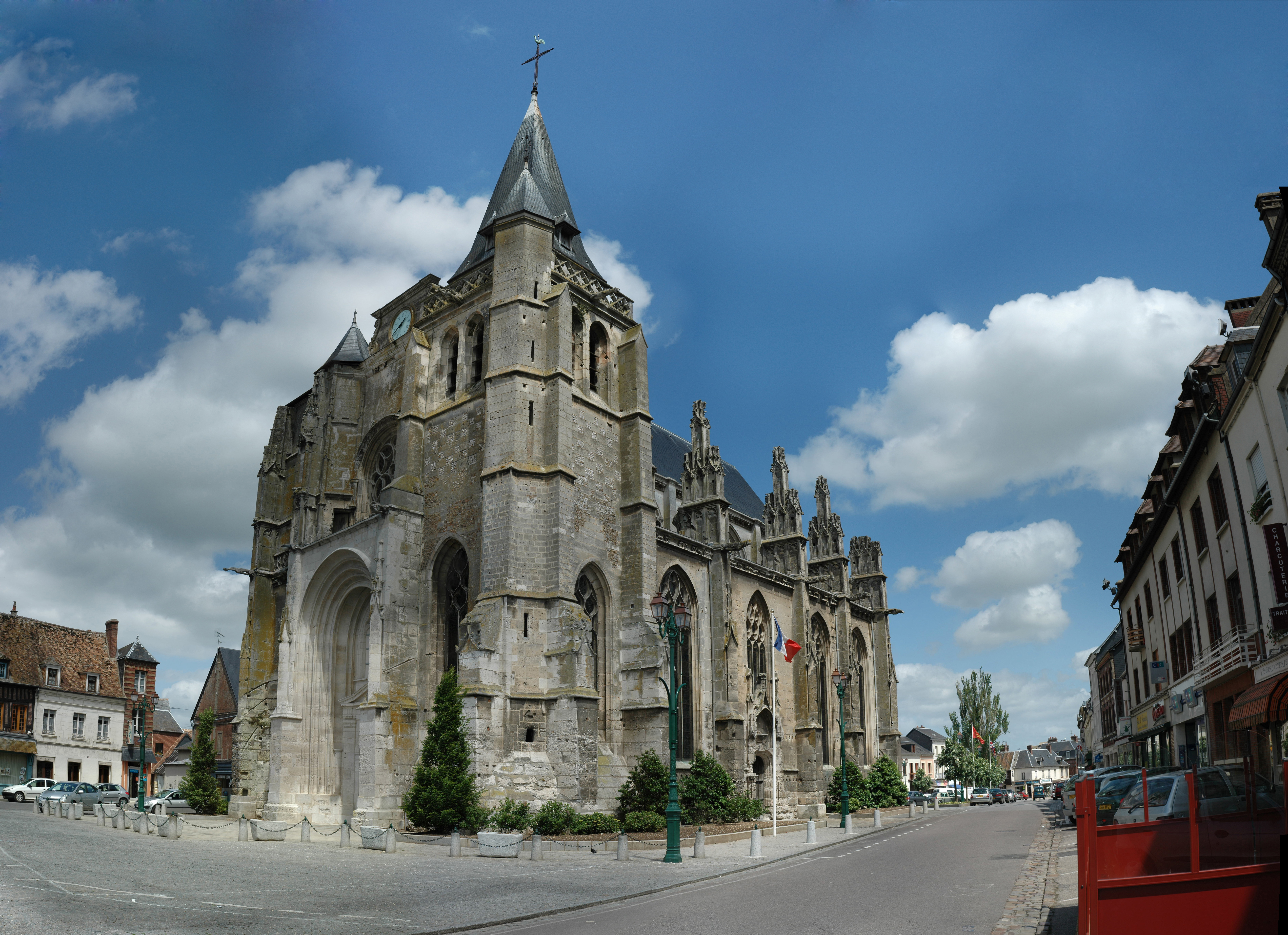
Церковь Святых Петра и Павла
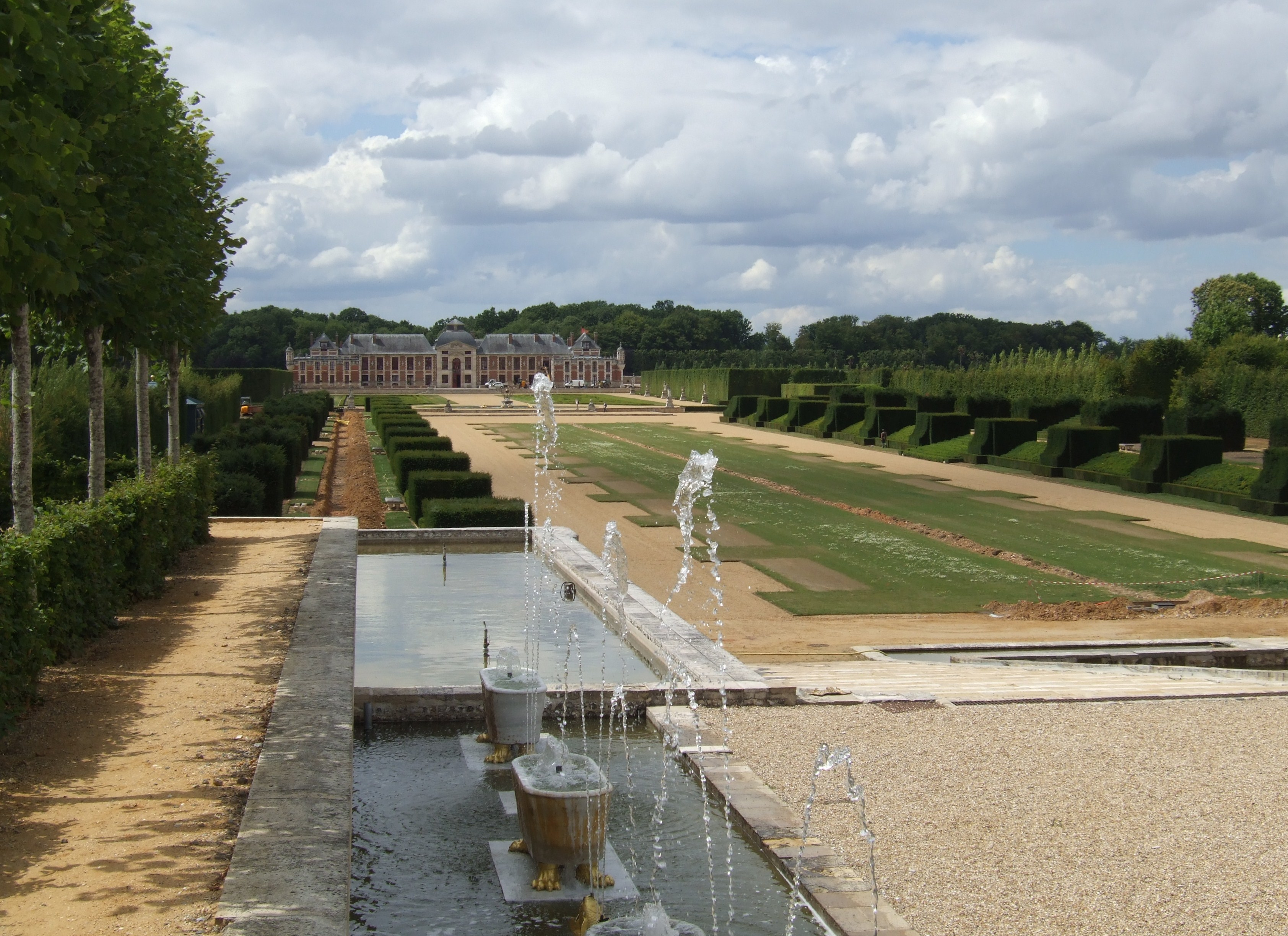
Шато Шам-де-Батай
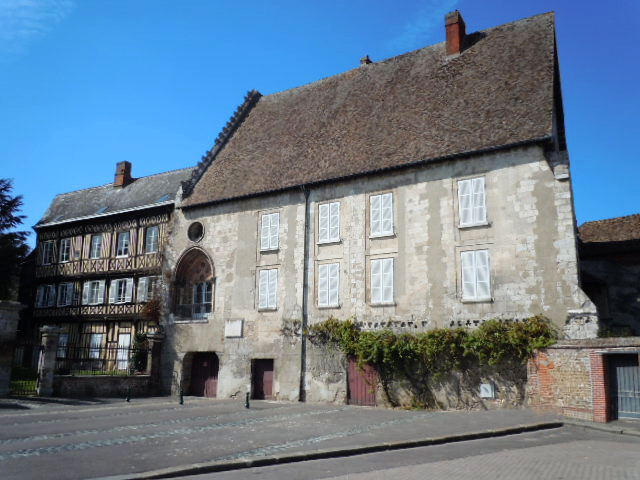
Шато Нёбур

1. 1 2  база данных о французских коммунах — Национальный географический институт Франции, 2015.